# Odontoplia alluaudi
Odontoplia alluaudi är en skalbaggsart som beskrevs av Leon Fairmaire 1897. Odontoplia alluaudi ingår i släktet Odontoplia och familjen Melolonthidae. Inga underarter finns listade i Catalogue of Life.